# جداء ديكارتي

الجداء الديكارتي على المجموعتين و

الجداء الديكارتي أو الضرب الديكارتي (بالإنجليزية: Cartesian Product) هو اسم يطلق في الرياضيات لمجموعتين X وY، ويرمز له ب X × Y، على مجموعة الأزواج المرتبة التي ينتمي عنصرها الأول إلى المجموعة X وينتمي عنصرها الثاني إلى المجموعة Y.
{\displaystyle X\times Y=\{\,(x,y)\mid x\in X\ ,\ y\in Y\,\}.}
سمي كذلك نسبة إلى رينيه ديكارت الذي قام بتأسيس الهندسة التحليلية مطلقا هذا المفهوم من جداء المجموعات.
يطلق عليه أيضا في بعض الدول العربية ومنها مصر حاصل الضرب الديكارتي.

## نظرية المخططات
انظر نظرية المخططات.